# Rhinoclemmys areolata
Rhinoclemmys areolata is een schildpad uit de familie Geoemydidae. De soort werd voor het eerst wetenschappelijk beschreven door André Marie Constant Duméril en Gabriel Bibron in 1851. Oorspronkelijk werd de wetenschappelijke naam Emys areolata gebruikt.

## Uiterlijke kenmerken
Het rugschild wordt ongeveer 20 centimeter lang en is bruin tot groen van kleur met gele vlekjes en donkere randen van de hoornplaten. De groeiringen van de hoornplaten zijn duidelijk zichtbaar en geven het schild reliëf, bij oudere dieren wordt het oppervlak gladder. Jongere dieren hebben ook een rode vlek op het midden van de hoornplaten die met de jaren vervaagt. De schildvorm is bijna rond en het schild is verhoogd, het buikschild is geel een heeft een zwarte vlek en donkere randen van de buikplaten. De brug, het deel dat het buikschild met het rugschild verbindt, is geel van kleur. De kop is relatief klein en heeft twee gele tot rode strepen, een van achter het oog tot in de nek en een van het oog tot het trommelvlies. Er zijn geen ondersoorten bekend, maar er is wel een aan de geografische locatie gebonden variatie in kleur en patroon.

## Algemeen
Rhinoclemmys areolata komt voor in zuidelijk Noord-Amerika en Midden-Amerika; in Mexico, Belize, Guatemala en Honduras. De habitat bestaat uit droge gebieden als savannen maar ook meer begroeide gebieden, tot meer vochtige milieus als moerassen. De schildpad is niet sterk van water afhankelijk maar sommige exemplaren brengen meer tijd in het water door wat blijkt uit de met algen begroeide schilden.

## Levenswijze
Het voedsel bestaat uit grassen en andere vezelige plantendelen, fruit, kevers en andere insecten, wat afgeleid is van de ontlasting van de schildpad. Ook werden hierin kleine gastrolieten aangetroffen, dit zijn steentjes die ingeslikt worden zodat ze het moeilijk verteerbare plantaardige voedsel vermalen wat de spijsvertering ondersteunt.